# Kanton Ferrières-en-Gâtinais
Der Kanton Ferrières-en-Gâtinais war von 1790 bis 2015 ein französischer Wahlkreis im Arrondissement Montargis, im Département Loiret und in der Region Centre-Val de Loire; sein Hauptort war Ferrières-en-Gâtinais.

## Gemeinden
Der Kanton umfasste Wahlberechtigte aus 17 Gemeinden:
| Gemeinde              | Einwohner Jahr | Fläche km² | Bevölkerungsdichte | Code INSEE | Postleitzahl |
| --------------------- | -------------- | ---------- | ------------------ | ---------- | ------------ |
| Le Bignon-Mirabeau    | 322 (2013)     | 12,83      | 25 Einw./km²       | 45032      | 45210        |
| Chevannes             | 330 (2013)     | 11,99      | 28 Einw./km²       | 45091      | 45210        |
| Chevry-sous-le-Bignon | 230 (2013)     | 7,4        | 31 Einw./km²       | 45094      | 45210        |
| Corbeilles            | 1500 (2013)    | 32,62      | 46 Einw./km²       | 45103      | 45490        |
| Courtempierre         | 237 (2013)     | 13,3       | 18 Einw./km²       | 45114      | 45490        |
| Dordives              | 3232 (2013)    | 15,18      | 213 Einw./km²      | 45127      | 45680        |
| Ferrières-en-Gâtinais | 3598 (2013)    | 27,32      | 132 Einw./km²      | 45145      | 45210        |
| Fontenay-sur-Loing    | 1757 (2013)    | 9,73       | 181 Einw./km²      | 45148      | 45210        |
| Girolles              | 663 (2013)     | 13,9       | 48 Einw./km²       | 45156      | 45120        |
| Gondreville           | 354 (2013)     | 8,07       | 44 Einw./km²       | 45158      | 45490        |
| Griselles             | 800 (2013)     | 30,32      | 26 Einw./km²       | 45161      | 45210        |
| Mignères              | 310 (2013)     | 5,12       | 61 Einw./km²       | 45206      | 45490        |
| Mignerette            | 379 (2013)     | 6,21       | 61 Einw./km²       | 45207      | 45490        |
| Nargis                | 1430 (2013)    | 22,27      | 64 Einw./km²       | 45222      | 45210        |
| Préfontaines          | 455 (2013)     | 11,75      | 39 Einw./km²       | 45255      | 45490        |
| Sceaux-du-Gâtinais    | 651 (2013)     | 31,72      | 21 Einw./km²       | 45303      | 45490        |
| Treilles-en-Gâtinais  | 284 (2013)     | 13,97      | 20 Einw./km²       | 45328      | 45490        |

## Geschichte
Der Hauptort und der Kanton trugen bis zum 4. Februar 2001 den Namen Ferrières. Um Verwechslungen mit anderen Orten zu vermeiden, hängte man dann den Zusatz en-Gâtinais an. 